# Datsun 17
Der Datsun 17 war ein Kraftwagen des japanischen Automobilherstellers Datsun und wurde im April 1938 eingeführt. Er war das letzte Modell der Kleinwagen-Linie, da die Pkw-Produktion kriegsbedingt weitgehend gestoppt wurde.
Der Datsun 17 war kaum mehr als eine facegeliftete Version des vorherigen Datsun 16, die wenigen Änderungen trugen der Materialknappheit Rechnungen und bewirkten eine noch spartanischere Innenraumeinrichtung. Ende 1938 wurden die letzten Exemplare des Datsun 17 produziert während der Datsun 17 Truck bis 1944 weiter hergestellt wurde.